# Euryopis margaritata
Euryopis margaritata är en spindelart som först beskrevs av Ludwig Carl Christian Koch 1867.  Euryopis margaritata ingår i släktet Euryopis och familjen klotspindlar. Inga underarter finns listade i Catalogue of Life.